# Julián Besteiro (stanice metra v Madridu)
Julián Besteiro (plným názvem španělsky Estación de Julián Besteiro) je stanice metra v Madridu, která se nachází v jižní aglomeraci města. Stanice má výstup do ulic Avenida Rey Juan Carlos I a La Sagra ve městě Leganés.
Jedná se o stanici linky metra 12. Stanice je pojmenována po socialistickém politikovi ze začátku 20. století Juliánu Besteirovi.
Stanice vznikla v rámci výstavby linky 12 a byla otevřena 11. dubna 2003 zároveň s celou linkou. Stanice se nachází v tarifní zóně B1.

## Fotogalerie

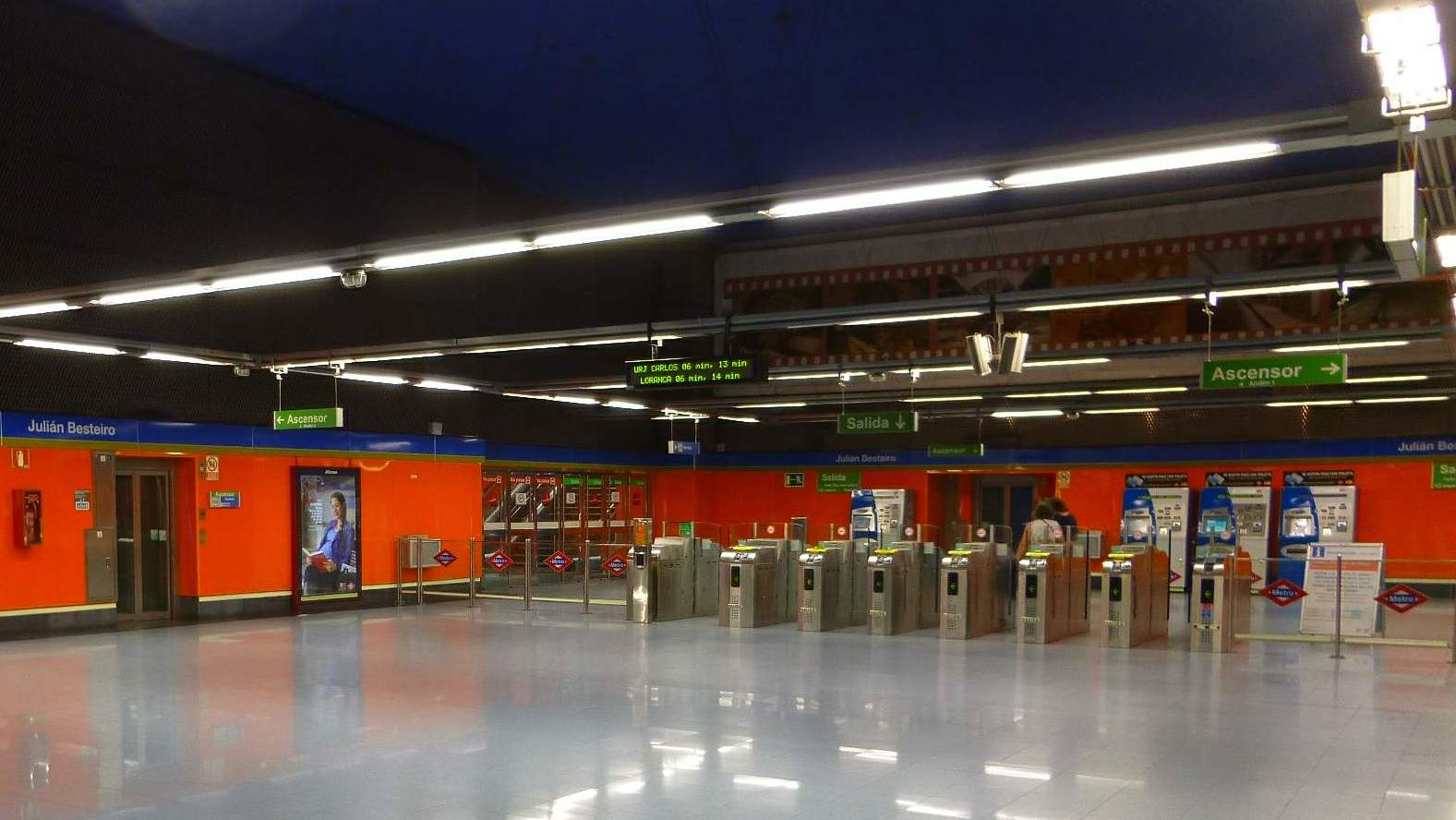
Turnikety ve vestibulu stanice
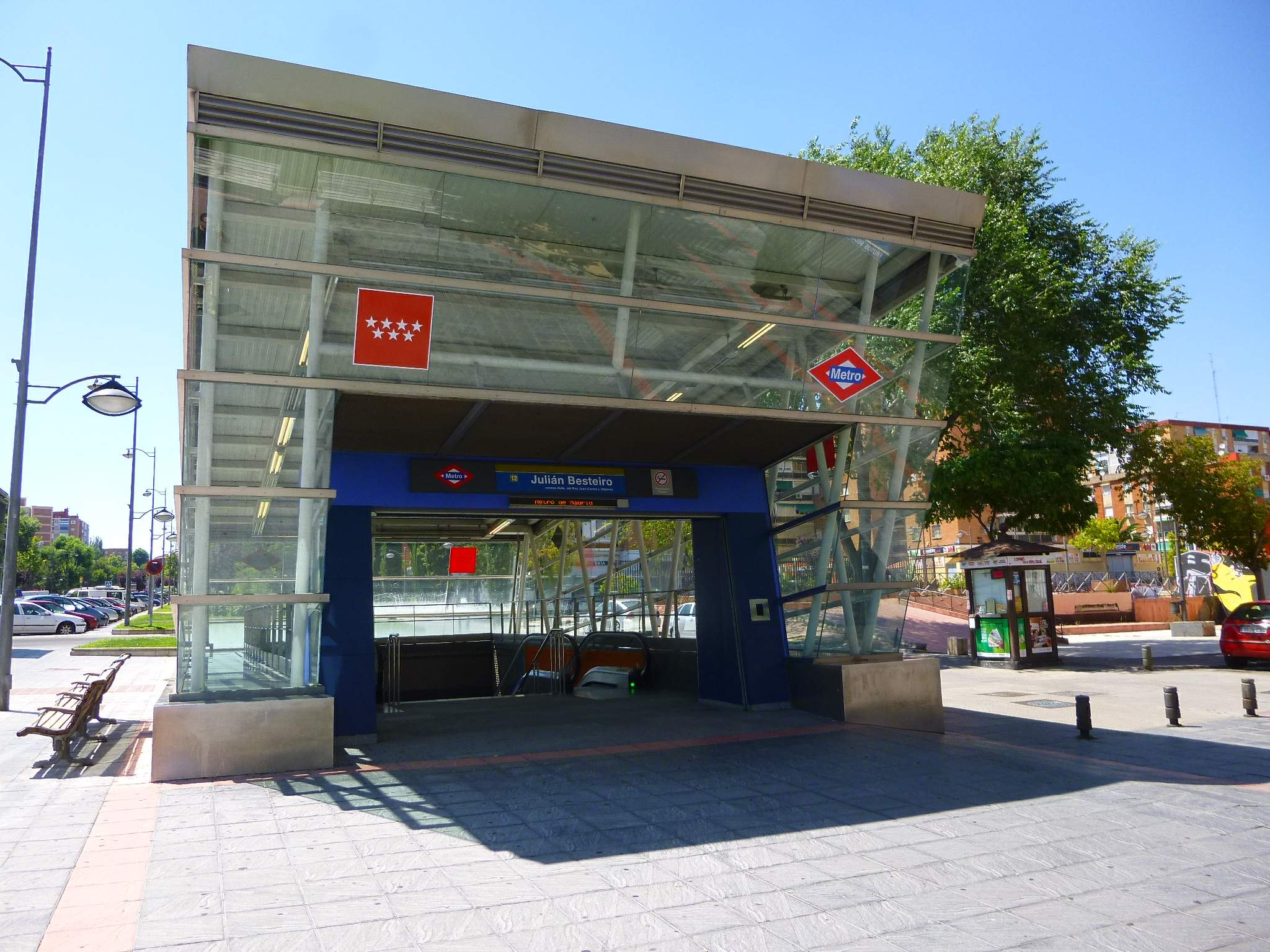
Vstup do stanice